# Code pénitentiaire
Lire en ligne

« Code pénitentiaire », sur Légifrance

Loi du 22 juin 1987 relative au service public pénitentiaire
Loi pénitentiaire du 24 novembre 2009
Le code pénitentiaire est un code juridique français qui rassemble l'ensemble des règles applicables au service public pénitentiaire. Il est entré en vigueur le 1er mai 2022. La codification est à droit constant.

## Historique
Ce nouveau code a été annoncé par le ministre de la Justice Éric Dupond-Moretti en mars 2021. La codification a été autorisée par la loi pour la confiance dans l'institution judiciaire du 22 décembre 2021 votée par le Parlement. L’ordonnance et le décret sont signés le 30 mars 2022 et le nouveau code entre en vigueur le 1er mai 2022.
Son but, selon le ministère de la Justice, est de « rendre plus lisibles et accessibles les dispositions du droit pénitentiaire en les rassemblant, à droit constant, en un seul ouvrage » et selon Juliette Chapelle, présidente de l'Association des avocats pour la défense des droits des détenus, ce code « remplit un objectif de clarté ».

## Contenu
Le code pénitentiaire ne change pas le droit existant. Il regroupe en 7 livres, 1650 articles qui étaient auparavant dispersés dans le code pénal, le code de procédure pénale, la loi pénitentiaire du 24 novembre 2009 et ailleurs. Parmi les sujets traités, on trouve l'organisation des prisons et de l'administration pénitentiaire, la prise en charge des personnes écrouées, leurs droits et obligations, le régime disciplinaire, la déontologie du personnel pénitentiaire en prison et en milieu ouvert, le suivi des personnes sous main de justice en milieu ouvert...

## Organisation du code
- Titre préliminaire
- Livre 1er : service public pénitentiaire
- Livre II : détention en établissement pénitentiaire
- Livre III : droits et obligations des personnes détenues
- Livre IV : aide à la réinsertion des personnes détenues
- Livre V : libération des personnes détenues
- Livre VI : intervention de l'administration pénitentiaire auprès des personnes non détenues
- Livre VII : dispositions relatives à l'Outre-mer